# Carl Robert Jakobson
Carl Robert Jakobson (Tartu, 26 juli 1841 – Kurgja (Vändra vald), 19 maart 1882) was een Estisch schrijver, politicus, journalist en wordt gezien als een van de belangrijkste figuren binnen de Estische nationalistische beweging van de 19e eeuw. Hij was een groot voorstander van het idee dat Esten gelijkwaardigheid kregen met de Baltische Duitsers. In 1879 richtte hij de krant Sakala op die ideeën van de Estische culturele nationaliteit verspreidde. Ook was hij een mede-oprichter van het Estisch literair genootschap met onder andere Friedrich Reinhold Kreutzwald en Johann Köler.

## Nalatenschap
Voor de invoering van de euro was Jakobson te zien op het bankbiljet van 500 Estische kroon. Sinds 1948 is de boerderij in Kurgja een museum gewijd aan zowel hem als aan de tijdperiode waarin hij leefde. Sinds 1998 staat er ook een monument voor Jakobson in Viljandi

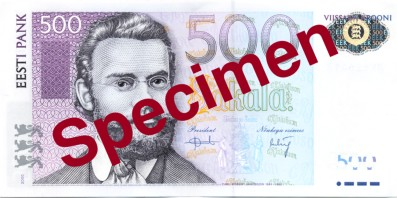
Bankbiljet van 500 kronen.
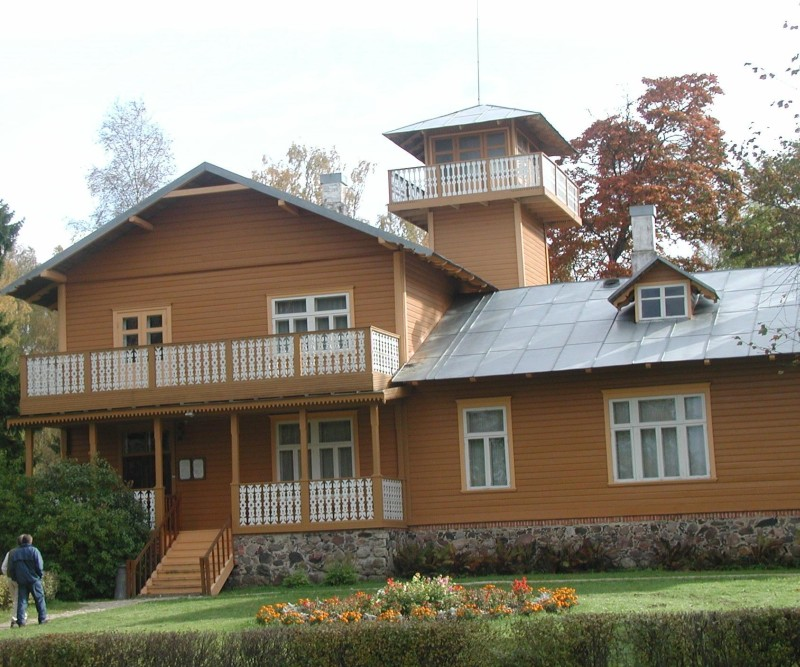
Het Carl Robert Jakobson museum.